# Alessandra Carnevale Cantoni
Alessandra Carnevale Cantoni (Italia, 1940) es una médica, profesora e investigadora italo-mexicana. Está especializada en genética humana. Es investigadora emérita en ciencias médicas, y miembro del Sistema Nacional de Investigadores nivel III. Está adscrita al laboratorio de enfermedades mendelianas en el Instituto Nacional de Medicina Genómica (INMEGEN). Su trabajo de investigación engloba las implicaciones éticas, jurídicas y sociales de la genómica. Colabora también en la línea de investigación de genómica de enfermedades cardiovasculares, donde dirige proyectos que involucran cardiomiopatía dilatada e hipertrófica. Es acreedora de diversos premios a su trayectoria como el Premio Mujer de Ciencia y Tecnología otorgado por Grupo Mundo Ejecutivo.

## Trayectoria
Nació en Italia y durante su infancia se mudó a México. Fue educada en una familia de mujeres trabajadoras y estudiosas. Su abuela materna fue la primera mujer en ingresar al Politécnico de Milán a estudiar filosofía y letras, y fue la única mujer estudiante. Su madre estudió arquitectura también en el Politécnico de Milán. Durante la primaria Alessandra mostró inquietud por estudiar biología; sin embargo, al ingresar a la licenciatura se inclinó por la medicina.
Estudió la licenciatura en médico cirujano en la Facultad de Medicina de la Universidad Nacional Autónoma de México. Al completar sus estudios de medicina en 1966 comenzó su internado donde realizó investigaciones con el Dr. Héctor Márquez realizando los primeros estudios de cromosomas en México. Sus trabajos iniciales describieron numerosas patologías genéticas infantiles, y gracias a eso se fundó el servicio de genética del Hospital Infantil de la Ciudad de México. En 1970 obtuvo la especialidad en genética médica por el Instituto Mexicano del Seguro Social (IMSS) y el Fondo para el Fomento de la Investigación Médica. Durante su carrera ha sido partícipe de la evolución de la medicina genómica en México, desde la descripción del primer cariotipo hasta la genómica.
De 1982 a 1988 formó parte del comité de expertos en genética humana de la Asociación Pediátrica Internacional. Mantuvo el cargo de secretaria de la comisión de investigación del Instituto Nacional de Pediatría (INP) de 1983 a 1990. Durante su cargo se creó el Laboratorio de Biología Molecular enfocado a la caracterización del espectro mutacional de enfermedades genéticas de la población infantil atendida en el INP y sus familias. Posteriormente fue elegida como presidenta de la misma comisión, cargo que ocupó durante 5 años (1990 – 1995). En 2002 fue elegida como presidenta del departamento de biología médica de la Academia Nacional De Medicina. Participó como miembro de la comisión de evaluación del fondo sectorial de salud y seguridad social en el ISSSTE durante 2008.
Gran parte de su labor profesional se desarrolló en el INP, donde trabajó por 35 años, lo que la llevó a ocupar el puesto de directora de investigación y directora general del instituto. A partir de 2010 comenzó a trabajar en el Instituto Nacional de Medicina Genómica (INMEGEN) donde ocupó el cargo de directora de investigación hasta 2013. Es miembro del Sistema Nacional de Investigadores Nivel III y además de su trabajo como investigadora en el INMEGEN se desempeña como profesora de posgrado en la UNAM.

## Premios y reconocimientos
Su trabajo y trayectoria científica han sido reconocidas en varias ocasiones. Entre sus reconocimientos más destacados se encuentran:
- 1993: Premio a la excelencia en investigación clínica. Otorgado por la Asociación Mexicana de Pediatría.
- 2006: Premio Mujer de ciencia y tecnología. Otorgado por Grupo Mundo Ejecutivo.
- 2007: Premio Italia en el mundo. Entregado por Fondazione Italia.
- 2016: Distinción como Investigadora Emérita INMEGEN. Entregada por la Secretaría de Salud.[9]

### Sociedades Científicas
Alessandra es miembro activo de diversas sociedades científicas, de las cuales ha ocupado cargos en sus respectivas mesas directivas:
- Asociación Mexicana de Genética Humana
- American Society of Human Genetics
- European Society of Human Genetics
- Academia Nacional de Medicina de México

## Producción científica
Es autora de más de 150 publicaciones científicas publicadas en revistas indexadas, y ha colaborado en la redacción de 26 capítulos de libros científicos. Además es editora asociada de la revista RIC. Entre sus publicaciones más destacadas se encuentran:
- The genetics of Mexico recapitulates Native American substructure and affects biomedical traits. A Moreno-Estrada, CR Gignoux, JC Fernández-López, F Zakharia, et al. Science 344 (6189), 1280-128.
- Microtia: a clinical and genetic study at the National Institute of Pediatrics in Mexico City. I Llano-Rivas, V del Castillo, R Reyes, A Carnevale. Archives of medical research 30 (2), 120-124.
- Attitudes of Mexican geneticists towards prenatal diagnosis and selective abortion. A Carnevale, R Lisker, AR Villa, S Armendares. American Journal of Medical Genetics 75 (4), 426-431.
- The ABCA1 Gene R230C Variant Is Associated with Decreased Risk of Premature Coronary Artery Disease: The Genetics of Atherosclerotic Disease (GEA) Study. T Villarreal-Molina, C Posadas-Romero, S Romero-Hidalgo, et al. PLoS One 7 (11), e49285.
- DEB test for Fanconi anemia detection in patients with atypical phenotypes. C Esmer, S Sánchez, S Ramos, B Molina, S Frias, A Carnevale. American Journal of Medical Genetics Part A 124 (1), 35-39.